# 羅馬公民
羅馬公民，羅馬帝國的一種身分。古羅馬的社會階層是等級分明的，具有多重重疊的社會等級。一個人在一個人中的相對地位可能高於或低於另一個人，這使羅馬的社會構成複雜化。
212年之後，依據安东尼努斯敕令，所有的羅馬帝國自由人，被授與公民權。

## 公民條件
在羅馬帝國，下列的人民能夠變成公民：
- 自拉丁國家的人民，被授與公民權。
- 被釋放的奴隸，變成公民。
- 於輔助軍團中完成役期之行省人民。

古羅馬的社會階層（Social class in ancient Rome）
祖先 Ancestry（贵族 Patrician 或 平民 Plebeians）
基於財富和政治特權的人口普查等級（ordo），元老和騎士階級高於普通公民。不同的性別（Gender）和公民身份（Citizenship）具有不同權利和等級。
不同的羅馬階級擁有不同的權利和特權，包括投票權、婚姻權等等。

## 羅馬公民權利
公民赋予下列權利：
- 在共和時，成年男子有權去投票[1]。
- 有權立約[2]。
- 有權具備合法的婚姻。
- 除非被控訴叛國罪，不能夠被判處死刑。
- 不會因債務而成為奴隸。

## 非公民權利
拉丁權利（拉丁公民權Latin rights）：隨著羅馬在義大利的擴張與拉丁同盟及高盧義大利的衝突，根據羅馬法在他們的原始領土（Latium vetus）、殖民地（Latium adiectum）出生的拉丁民族被賦予的權利。
- Ius commercii：貿易權，即與羅馬公民建立商業關係和貿易的權利，與羅馬公民享有同等地位，並使用與羅馬公民相同的合同形式。
- Ius connubii：依法結婚的權利。
- Ius migrationis : 遷移權，即遷往另一個城市時保留其公民身份的權利。換句話說，拉丁人的身份在搬到意大利的其他地方時並沒有失去。
- Ius suffragii：投票權，前提是移居羅馬。
- Ius civitatis mutandae：成為羅馬公民的權利。
- 佩雷格里尼（Peregrini）：自由出生的外國臣民被稱為peregrini。佩雷格里尼在被羅馬俘虜時根據其所在省份有效的法律運作。屋大維（公元前27年─公元前14年）制定了法律，允許佩雷格里尼通過在羅馬軍隊或市議會中服役而成為公民。公民權利是繼承的，因此成為公民的孩子在出生時也是公民。
- 奴隸（servi）：不是公民，甚至缺乏自由出生的外國人的法律地位。奴隸被視為財產，他們像羅馬的任何其他商品一樣被買賣。
- 自由民（liberti）：是被解放的奴隸，一旦被解放，他們就成為了正式的羅馬公民，但由於他們以前的奴隸身份或他們從前奴隸的血統，他們不被認為與其他公民平等，因此他們加入了下層的行列平民階級。

## 伸延閱讀
- Atkins, Jed W. 2018. Roman Political Thought. Key Themes in Ancient History. Cambridge; New York:  Cambridge University Press, 2018.
- Cecchet, Lucia and Anna Busetto, eds. 2017. Citizens in the Graeco-Roman World: Aspects of Citizenship from the Archaic Period to AD 212. Mnemosyne Supplements, 407. Leiden; Boston: Brill.
- Gardner, Jane. 1993. Being a Roman Citizen. London: Routledge.
- Howarth, Randal S. 2006.  The Origins of Roman Citizenship. Lewiston, NY:  Edwin Mellen Press.
- Nicolet, Claude. 1980. The World of the Citizen In Republican Rome. Berkeley: University of California Press.

## 外部連結
- Just, Felix. . Catholic Resources for Bible, Liturgy, Art, and Theology.   [2008-09-06]. （原始内容存档于2011-07-16）.